# Дудин, Александр Иванович
Алекса́ндр Ива́нович Ду́дин (30 апреля 1952 — 31 августа 2022) — советский игрок в хоккей с мячом, полузащитник, мастер спорта СССР международного класса (1976).

## Карьера
Начал играть в хоккей с мячом в 1966 году в Москве в детской команде завода «Фрезер», с 1968 года — в юношеских командах московского «Динамо».
С 1970 по 1985 год в составе московского «Динамо». Несколько сезонов был одним из ведущих игроков команды.
С 1985 по 1987 год был игроком «Вымпела» из подмосковного Калининграда.
В высшей лиге чемпионатов СССР провёл 372 матча, забил 148 мячей («Динамо» — 324, 146; «Вымпел» — 48, 2).
В 1975 году привлекался во вторую сборную СССР.

## Достижения

### Командные
«Динамо» (Москва)
 Чемпион СССР (5): 1971/72, 1972/73, 1974/75, 1975/76, 1977/78 

 Серебряный призёр чемпионата СССР (3): 1973/74, 1976/77, 1983/84 

 Обладатель Кубка европейских чемпионов (3): 1975, 1976, 1978 

 Чемпион СССР среди юношей: 1969

### Личные
- Лучший бомбардир Кубка европейских чемпионов: 1978 (6 мячей)[4]

### Комментарии
1. ↑  Количество игр и голов за клуб(ы) в высшем дивизионе чемпионатов СССР